# PGC 4181
LEDA/PGC 4181 ist eine  linsenförmige Galaxie vom Hubble-Typ S0/a im Sternbild Phönix, die etwa 296 Millionen Lichtjahre von der Milchstraße entfernt. Im selben Himmelsareal befinden sich u. a. die Galaxien IC 1627 und IC 1633.